# Barberey-Saint-Sulpice
Barberey-Saint-Sulpice è un comune francese di 1 235 abitanti situato nel dipartimento dell'Aube nella regione del Grand Est.

## Società

### Evoluzione demografica
Abitanti censiti